# Campylosiphon
Campylosiphon là một chi thực vật có hoa trong họ Burmanniaceae, lần đầu tiên được miêu tả như là một chi vào năm 1882. Nguyên ban đầu nó chỉ chứa 1 loài Campylosiphon purpurascens là bản địa miền bắc Nam Mỹ, nhưng theo kết quả phân tích phát sinh chủng loài của Vincent Merckx và ctv năm 2008 thì loài Burmannia congesta (C.H.Wright) Jonker, 1938 (đồng nghĩa: Gymnosiphon congestus C.H.Wright, 1897) ở vùng nhiệt đới Tây và Trung Phi có quan hệ họ hàng gần với Campylosiphon purpurascens hơn là với các loài Burmannia khác. Năm 2010, Paulus Johannes Maria Maas đổi danh pháp cho nó thành Campylosiphon congestus.

## Các loài[1]
- Campylosiphon congestus (C.H.Wright) Maas - Liberia, Ghana, Nigeria, Cameroon, Gabon, Cộng hòa Trung Phi, Zaire, Angola.
- Campylosiphon purpurascens Benth. - Brasil, Colombia, Venezuela, Guyana, Suriname, Guiana thuộc Pháp.